# فدریکو پاز
فدریکو پاز چیریبوگا (به اسپانیایی: Federico Páez Chiriboga) (زادهٔ ۴ ژوئن ۱۸۷۷ – درگذشتهٔ ۹ فوریه ۱۹۷۴) یک سیاستمدار اهل اکوادور بود. وی از ۲۶ سپتامبر ۱۹۳۵ تا ۲۳ اکتبر ۱۹۳۷ رئیس‌جمهور این کشور بود.
فدریکو پاز در ۹ فوریه ۱۹۷۴، در سن ۹۶ سالگی درگذشت.